# Frugivorisme
|  | Aquest article tracta sobre un hàbit alimentari. Vegeu-ne altres significats a «Frugivorisme (dieta)». |

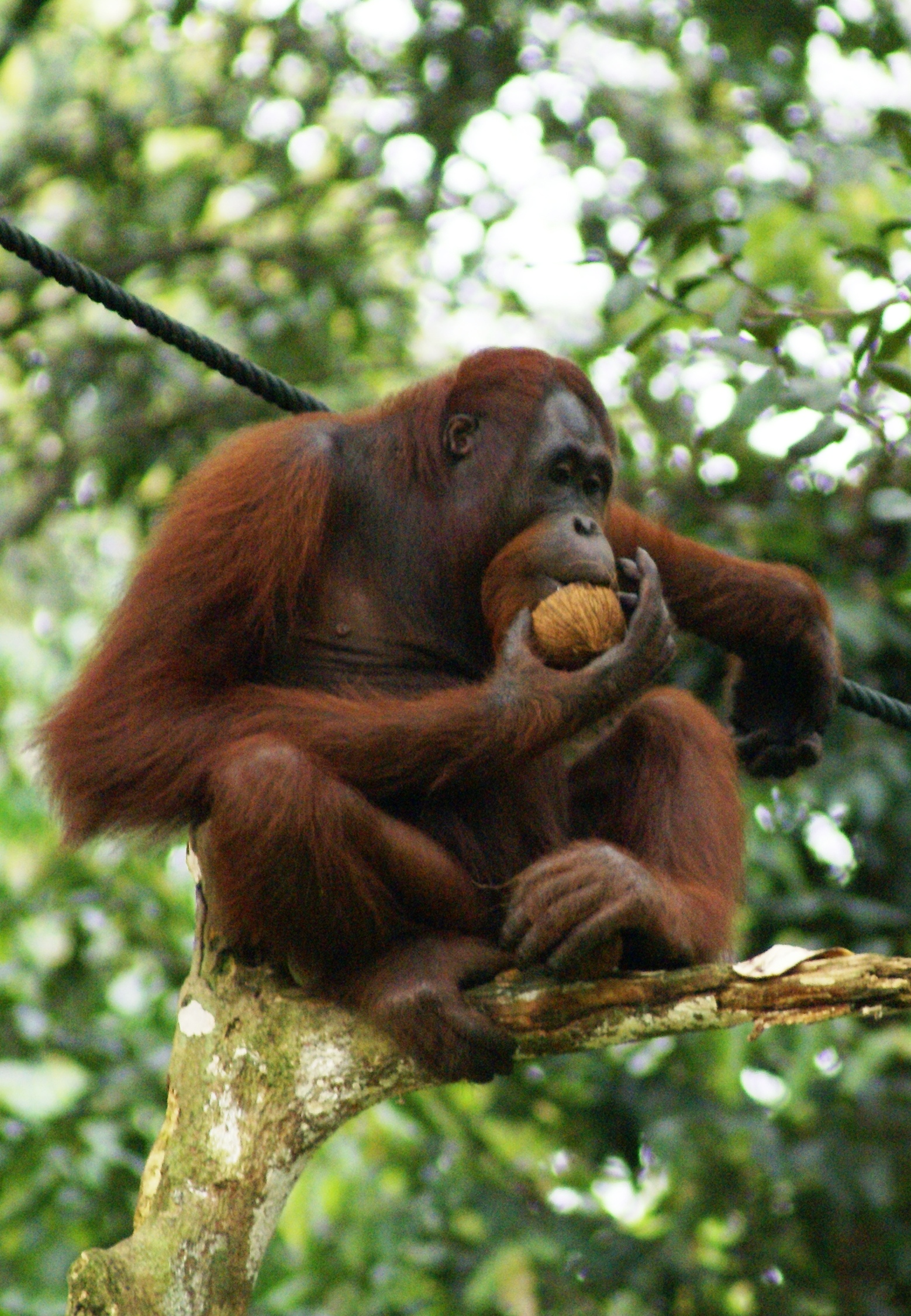
Orangutan de Borneo (Pongo pygmaeus) menjant fruita

El frugivorisme (del llatí frux, "fruit"; i vorus, "devorador") és el comportament alimentari dels animals que es nodreixen de fruita, sigui parcialment o exclusiva. En latituds temperades, aquest tipus d'alimentació, a diferència del que passa als tròpics, sol ser estacional. La relació existent entre els animals frugívors i les plantes és beneficiosa per ambdós i constitueix una forma de coevolució. Les plantes gasten energia per a envoltar la llavor amb un embolcall, la polpa, molt nutritiu, car conté molts sucres. Tanmateix, compensen aquesta despesa en aconseguir un mecanisme molt eficaç de propagació de les diàspores vegetals. El benefici dels animals resideix en alimentar-se d'una font molt energètica. Els animals ingereixen el fruit complet i, després de digerir la polpa, n'expulsen les llavors, o bé pels fems o bé en forma d'egagròpiles, normalment en punts allunyats del lloc d'alimentació. Les plantes es defensen dels frugívors oportunistes, que danyen o no dispersen les llavors, mitjançant substàncies químiques (verins o substàncies de gust desagradable) o cobertes protectores.
Existeixen molts animals frugívors, incloent-hi alguns primats com ara l'home. Altres exemples són certes espècies de ratpenats, molts mamífers, i alguns peixos, com ara el pacú i diverses espècies de salmó.